# 防衛手槍
防衛手槍（Defensive Pistol，又譯自衛手槍）自從十九世紀開始發展起，雖然工業時代帶來進步，在美國及歐洲，治安卻仍舊是一大問題；所以一般允許個人持有手槍自衛，而至今美國仍然持續推行這種法令。
而廠家們也推出了一些較制式手槍小一兩號的手槍，除了作為公開出售給供平民自衛外，亦適合於便衣的刑事警察或特工配在普通的衣服裡頭。
一開始的防衛手槍著重於體積小，攜帶方便，手槍又分為淑女手槍及口袋手槍兩種。防衛手槍由於著重自衛用途，口徑較小，射程亦不遠。

## 淑女手槍
為了打入女性消費者的市場，法國的槍械公司開發出這種武器，其口徑大多為.22口徑，火力小、攜帶方便，此外，還有.36口徑的版本。

## 單車防衛手槍
單車發明後，人類的移動方式著實較為方便，也逐漸深入野獸生活的地方，為了避免野獸傷人的情形，單車防衛手槍於是誕生，該槍使用擊發式火帽，使用.22口徑，必須要等到近距離再做射擊。

## 掌心雷
以非傳統構型製造，便於藏匿，這類武器與現代手槍或者較早的手銃構型有所不同，體積小，著名的有法國掌心雷及美國的芝加哥保護者。